# دیرین‌زیست‌شناسی

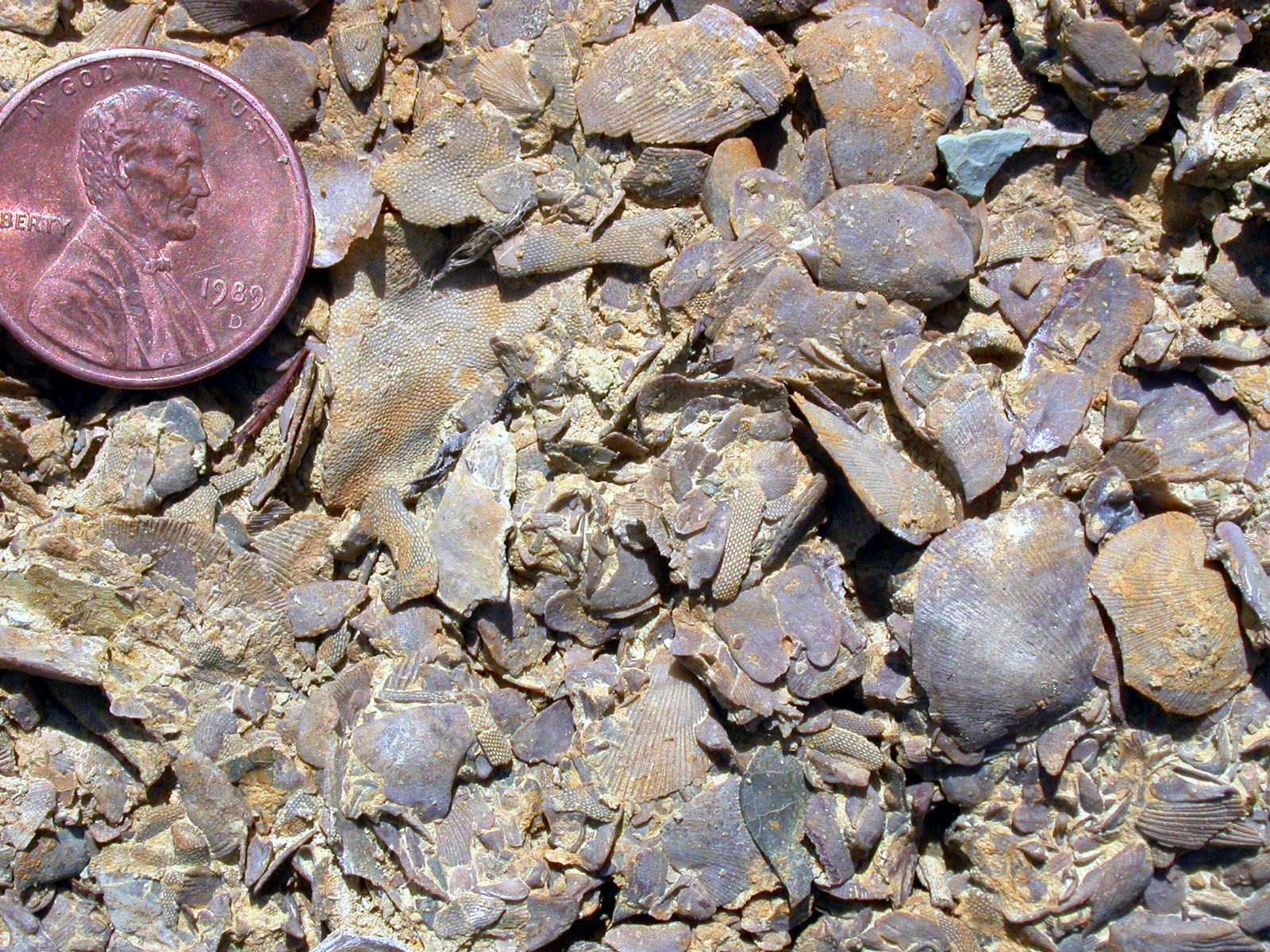
بازوپایان و خزه‌زیان در یک سنگ آهگ اردویسین، جنوب مینه سوتا

دیرین‌زیست‌شناسی (به انگلیسی: palaeobiology) یک رشته در حال رشد و نسبتاً جدید است که ترکیبی از روش‌ها و یافته‌های زیست‌شناسی علوم زیستی با روش‌ها و یافته‌های دیرینه‌شناسی علوم زمین است. گاهی از آن با عنوان «زمین‌زیست‌شناسی» یاد می‌شود.
تحقیقات دیرین‌زیست‌شناسی از تحقیقات میدانی بیولوژیکی موجودات زنده و فسیل‌های میلیون‌ها ساله برای پاسخ به سوالات مربوط به تکامل مولکولی و تاریخ تکاملی حیات استفاده می‌کند. در این تلاش علمی، ماکروفسیل، میکروفسیل و فسیلهای شاخص معمولاً تجزیه و تحلیل می‌شوند. با این حال، تجزیه و تحلیل زیست‌شیمی نمونه‌های DNA و RNA قرن بیست و یکمی، و همچنین ساخت زیست‌سنجی درخت‌های تبارزایی، بسیار نویدبخش است.
به محقق در این زمینه دیرین‌زیست‌شناس می‌گویند.